# Mone Kamishiraishi
Mone Kamishiraishi (上白石 萌音, Kamishiraishi Mone), née le 27 janvier 1998 à Kagoshima (Japon), est une actrice et seiyū japonaise.

## Vie privée
Sa meilleure amie est Tomona Yabiku, sa partenaire dans Jane Eyre. Leur co-star Yoshio Inoue affirme qu'elles sont « les meilleures amies de l'histoire des comédies musicales ».

## Carrière partielle

### Cinéma
- 2012 : Les Enfants loups, Ame et Yuki (おおかみこどもの雨と雪, Ōkami kodomo no Ame to Yuki?) de Mamoru Hosoda
- 2016 : Your Name. (君の名は。, Kimi no na wa.?) de Makoto Shinkai
- 2017 : Yo-kai Watch Shadowside: Oni-ō no Fukkatsu (映画 妖怪ウォッチ シャドウサイド 鬼王の復活, Eiga Yōkai Wotchi Shadōsaido Oniō no Fukkatsu?) de Shinji Ushiro
- 2019 : Les Enfants du temps (天気の子, Tenki no ko?) de Makoto Shinkai

### Scène
- 2011 : The Miracle Worker : Helen Keller
- 2012 : Le Roi et moi : Louis Leonowens
- 2014 : Le Nuage : Janna Berta
- 2015 : Anne de Green Gables : Anne Shirley
- 2018 : Two on Mars : Sayaka
- 2018 / 2020 / 2021 / 2025 : Knight's Tale : Flavina, la fille du geôlier
- 2020 : La Belle et la Bête : Belle
- 2022 / 2023 / 2024 : Le Voyage de Chihiro : Chihiro
- 2022 : Daddy Long Legs : Jillussia Abbott
- 2023 : Jane Eyre : Jane Eyre / Helen Burns